# Uendel Nunes
Uendel Nunes (São Cristóvão, Salvador, Bahia), também conhecido como Del Nunes, é um artista baiano.

## Biografia
Del é artista periférico negro do bairro São Cristóvão, no Salvador da Bahia. No ano de 2023 ele tinha 24 anos. Quando tinha 14 anos, ele começou a fazer arte para que ele aliviasse o estresse e fugisse da realidade. Ele publicou sua primeira obra no ano de 2018 no instagram.  

## Arte
As mais famosas obras dele são Monablack e Jesus Negro, ele utilizou imagens famosos de Mona Lisa e Jesus e os redesenhou como negros.  A maioria da arte de Del Nunes foca na cultura negra, utilizando colagens das várias imagens juntadas numa obra que destaca a resistência e cultura negra. Nunes disse sobre a arte dele, que tem “as pessoas negras vivas e felizes, sendo amadas e se amando em seus diferentes jeitos, corpos e espaços, sempre gigantes tocando o céu, com muita luz, muito vigor.”
A criatividade e a inovação de Del foram reconhecidas por estrelas, como por exemplo, Ivete Sangalo e Claudia Liz, e deixaram comentários no suas publicações de Instagram.
Ele acredita que as redes sociais são muito importantes, para compartilhar arte e as histórias, as complexidades e os desafios das vidas negras e periféricas. Ele também fala da importância da respresentividade dos negros na arte e disse "Quantas pessoas pretas nós crescemos admirando? Infelizmente, o número era limitado devido à falta de representatividade, mas agora temos a oportunidade de reescrever a história como ela é, foi e será. Podemos mostrar a nossa beleza, valorizar a nossa identidade e manter viva a nossa cultura ancestral por meio da arte e da expressão criativa. É uma maneira poderosa de afirmar nossa existência, resistência e contribuir para uma sociedade mais inclusiva e igualitária."
No ano de 2020, ele foi entrevistado pelo Rede Bahia de Televisão, no episódio de Conexão Bahia, em que ele falou sobre o significado da sua arte.